# Landkreis Wittmund
Landkreis Wittmund er en  Landkreis i den nordvestlige del af den tyske delstat Niedersachsen med administrationen beliggende i byen Wittmund; den er en del af  Ostfriesland.
Den er efter  Landkreis Lüchow-Dannenberg med hensyn til indbyggertal, den næstmindste Landkreis i Niedersachsen og Tyhskland.

## Geografi
Til landkreisen hører, ud over kommunerne på fastlandet også de to Østfrisiske øer Langeoog og Spiekeroog. En stor del af fastlandet omfatter det historiske område Harlingerland.

### Nabokreise
Landkreis Wittmund grænser til  (med uret fra nord) Nordsøen og landkreisene Friesland, Leer og Aurich.

### Områdefordeling
I landkreisens areal  anvendes  (2007) 50.368 hektar til landbrug, 3.889 hektar til bygninger og deres omgivelser, men der er også omkring 3.880 hektar skov. Veje og trafikanlæg lægger beslag på 2.512 Hektar, vandområder udgør 1.525 hektar, og der er rekreative områder på 228 hektar.

## Byer og kommuner
Landkreisen havde 56882  indbyggere pr.  2018-12-31

Landkreis Wittmund består af fire selvstændig kommunerog to Samtgemeinden med i alt 15 kommuner.
Kommuner
1. Friedeburg (10165)
2. Langeoog (1816)
3. Spiekeroog (806)
4. Wittmund,  (20321)

, administrationsby
Samtgemeinden med deres medlemskommuner
* markerer hjemsted for samtgemeindeforvaltning
| - 1. Samtgemeinde Esens (14356) 1. Dunum (1072) 2. Esens, Stadt * (7286) 3. Holtgast (1802) 4. Moorweg (868) 5. Neuharlingersiel (967) 6. Stedesdorf (1610) 7. Werdum (751) | - 2. Samtgemeinde Holtriem (9418) 1. Blomberg (1819) 2. Eversmeer (834) 3. Nenndorf (723) 4. Neuschoo (1180) 5. Ochtersum (881) 6. Schweindorf (741) 7. Utarp (653) 8. Westerholt * (2587) |